# 莫斯科帕維列茨車站

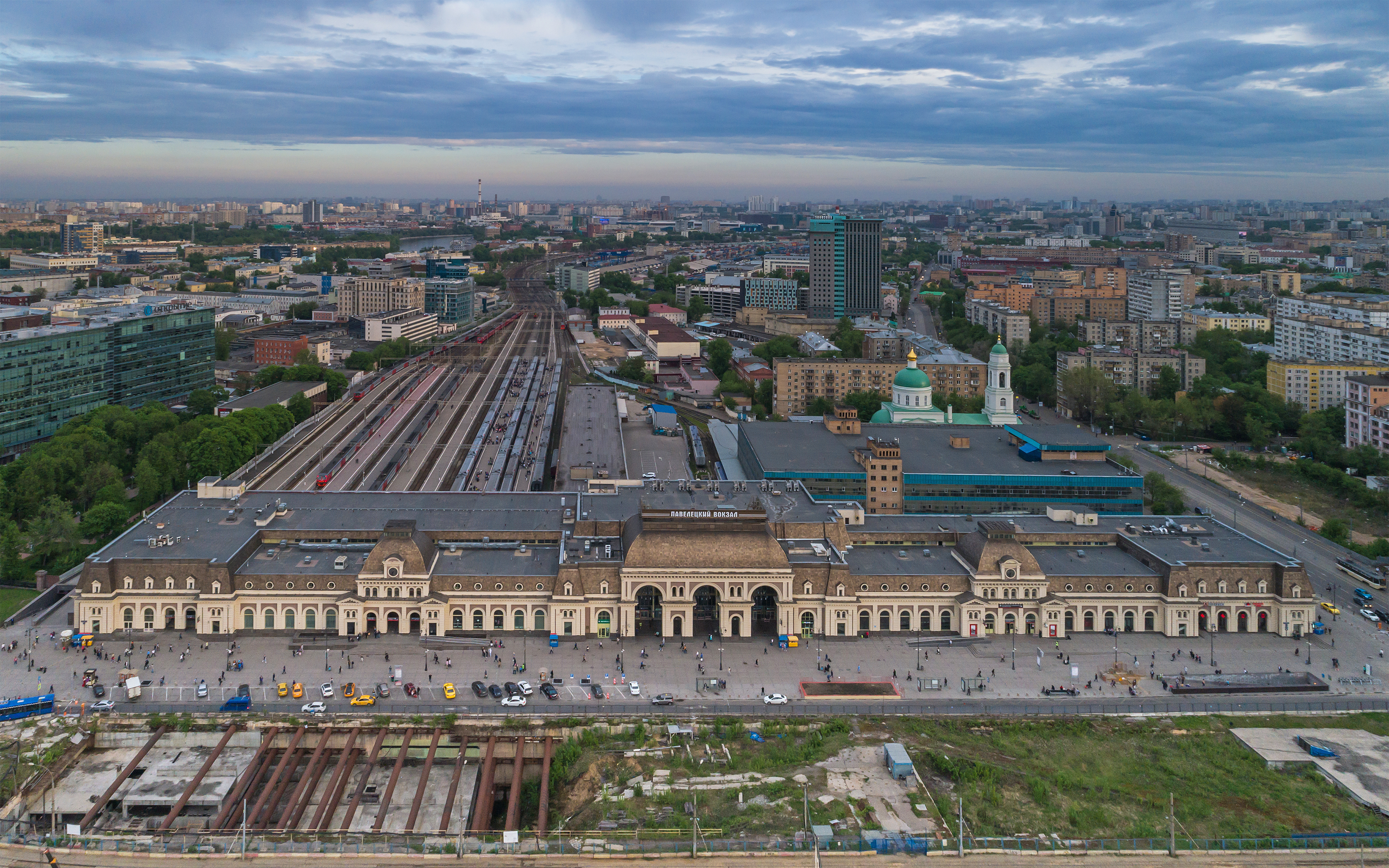
帕韋列茨站

帕維列茨站（羅馬化：Paveletsky vokzal），又稱薩拉托夫站（Саратовский），是俄羅斯首都莫斯科的一個鐵路總站，位於莫斯科河南岸。
1900年9月1日啟用，1987年11月3日重建完成。往俄國南部、伏爾加河下游地區，以及部份往中央黑土區的列車從本站開出。

## 接駁地鐵站
- 帕维列茨站 (莫斯科河畔线)（2號線）
- 帕维列茨站 (莫斯科地铁环状线)（5號線）